# Eoschizopera nicoyana
Eoschizopera nicoyana is een eenoogkreeftjessoort uit de familie van de Miraciidae. De wetenschappelijke naam van de soort is voor het eerst geldig gepubliceerd in 1995 door Mielke.